# Glykogenspeicherkrankheit
Die Glykogenspeicherkrankheiten (englisch Glycogen storage diseases, GSDs), auch als Glykogenosen bezeichnet (griechischer Wortteil γλυκός für „süß“), sind eine heterogene Gruppe angeborener Enzymdefekte. Sie zählen mit einer Inzidenz von 1:25.000 bis 1:20.000 zu den seltenen Stoffwechselkrankheiten. Sowohl die Synthese als auch der Abbau von Glykogen (und damit die Glucosehomöostase) können betroffen sein, abhängig davon, welches Enzym betroffen ist, aber auch Transportproteine mit kompensatorischer Mehrbildung von Glykogen (s. Typ XI). Es kann zu einer Akkumulation von normal oder pathologisch strukturiertem Glykogen in Leber, Herz, Skelettmuskulatur und Zentralnervensystem kommen. Selbst die fehlende Bildung von Glykogen (Typ 0) wird den Speicherkrankheiten zugerechnet.
Während die Glykogenspeicher der Leber zur Aufrechterhaltung eines konstanten Blutzuckerspiegels von Bedeutung sind, dient Glykogen in der Muskulatur dem dortigen Energiestoffwechsel (Glykogenolyse). Die Einteilung erfolgt in der chronologischen Reihenfolge der Erstbeschreibung mit römischen Ziffern, alternativ wird der Name des Erstbeschreibers verwendet. Je nachdem welches Stoffwechselzwischenprodukt akkumuliert, unterscheidet man zum Teil klinisch sehr unterschiedliche Krankheitsbilder.
Häufiges Symptom ist eine vergrößerte Leber.

## Übersicht
| Typ | Enzym-Defekt                                                       | Eigenname          |
| --- | ------------------------------------------------------------------ | ------------------ |
| I   | Ia: Glucose-6-Phosphatase Ib,Ic,Id: Glucose-6-phosphat-Translokase | Morbus von Gierke  |
| II  | Lysosomale α-1,4-Glucosidase                                       | Morbus Pompe       |
| IIb | Glykogenose durch LAMP-2-Mangel (Gendefekt)                        | Morbus Danon       |
| III | Glykogen-Debranching-Enzym                                         | Morbus Cori        |
| IV  | 1,4-α-Glucan-verzweigendes Enzym                                   | Morbus Andersen    |
| V   | Glykogenphosphorylase des Muskels                                  | Morbus McArdle     |
| VI  | Glykogenphosphorylase der Leber                                    | Morbus Hers        |
| VII | Muskel-Phosphofructokinase                                         | Morbus Tarui       |
| IX  | Phosphorylase-Kinase (Leber und/oder Muskel)                       | Glykogenose Typ IX |
| XI  | Lactat-Dehydrogenase A (LDHA)                                      | GSD XI             |
| 0   | UDP-Glykogen-Synthase                                              |                    |